# Wilson dos Santos
Fernando Wilson dos Santos (mort el 1991) va ser un polític angolès, que va servir com a representant d'UNITA, un grup rebel d'Angola, a Portugal. El seu cunyat, Tito Chingunji, servia com a secretari d'afers estrangers d'UNITA, el principal grup rebel que lluitava contra el govern del MPLA a la Guerra Civil angolesa.
El 1992 el ministre d'afers exteriors d'UNITA Antonio da Costa Fernandes i el ministre d'interior d'UNITA general Miguel N'Zau Puna denunciren el fet que presumptament el líder d'UNITA Jonas Savimbi va ordenar els assassinats de dos Santos i Chingunji. Les morts de Dos Santos i Chingunji i les defeccions de Fernandes i Puna afebliren les relacions entre els Estats Units i UNITA i danyaren seriosament la reputació internacional de Savimbi.